# Китайское право
Китайское право — одна из наиболее древних правовых традиций мира.

## Общий очерк
Китайская правовая система является на сегодняшний день одной из самых древних в мире, так как Китай является одной из четырёх колыбелей человеческой цивилизации, почти всегда (за небольшим исключением) не терявший своей государственности, с момента образование раннего китайского государства эпохи Шан (Инь) 17 век до н. э.
Китайское право возникло и развивалось на протяжении тысячелетий не просто отдельно от развития западной правовой мысли, но большую часть времени когда западной правовой мысли как и Запада как цивилизации вообще просто не существовало.
По мнению Джона Вигмора, китайская правовая система является на сегодня самой древней из «живых» правовых систем в мире, пускай и в модернизированном и «вестернизированном» виде, но имеющим в своем истоке традицию восходящую к середине 2 тысячелетия до новой эры (16 век до н. э.)
В отличие от западной юридической науки, право Китая было подвержено совершенно иным историческим влияниям, как, например, буддизм, а также такому политико-философскому учению, как конфуцианство и даосизм. Все это привело к совершенно иному пониманию права, чем на Западе. Право в Китае понимается не как совокупность норм, а как философско-правовая категория, где главными считаются гармония и справедливость. Именно в данных категориях и понимается право в Китае прежде всего. Точно так же, как и небо с землей находятся в постоянной гармонии, так и отношения между людьми должны строиться на гармонии и справедливости.
За более чем трехтысячелетнюю историю, китайская правовая традиция сохранила не так много правовых памятников и имен юристов, так как китайской правовой традиции было в основном чуждо понимание права как на Западе.
Лишь начиная с 40 годов 19 века (после Опиумной войны и проникновения Западных стран в Китай) начинает появляться и зарождаться традиция в праве, схожая западной. После революции 1911 года эта тенденция стала нарастать, а с 20 годов 20 века китайское право стало постепенно, но верно приобретать понятные западной традиции черты.
Для более точного исследования истории китайского права принято делить периоды долгой истории Китая на династии императоров, царствовавших в определенное время, и уже в данных хронологических границах исследовать те или иные правовые документы, дошедшие до наших дней.

## Текстологические памятники
Среди текстов, передаваемых традицией, наиболее ранним правовым документом является «Кан гао» 康誥, на данный момент включенный в сборник Шан шу.
Наиболее ранние правовые своды Китая упоминаются в Цзо чжуань: в 536 и 513 году они были записаны на бронзе в царствах Чжэн и Цзинь.
Согласно «Цзинь шу», в правление маркиза Вэнь в царстве Вэй была совершена первая унификация китайских правовых документов: её осуществил Ли Куй 李悝, создав первый правовой кодекс в 6-и разделах (пянь). Они использовались Шан Яном (канцлер с 359 до н. э.) в царстве Цинь, и затем в империи Хань. Этот кодекс был дополнен ещё тремя разделами при Сяо Хэ 蕭何, и затем активно расширялся: ещё 8 были добавлены Шусунь Туном (200—198 и 195 до н. э.); следующие 27 приписал Чжан Тан (126—120); ещё 6 — Чжан Юй. Как утверждается, к концу династии Хань, в редакции Ин Шао, он уже состоял из 250 разделов как минимум.
Ценными источниками по истории китайского права стали остатки правовых сводов Цинь и Хань, найденные в пров. Хубэй. Первые, датируемые 217 до н. э., были обнаруженные при раскопках в Шуйхуди, Юньмэн; вторые, 186 до н. э., — в Чжанцзяшань, Цзянлин.
Среди 28-и категорий ханьских законов 186 года — т. н. ши люй 史律, закон о проверке квалификации гадателей и заклинателей. Любопытно также свидетельство о тяжбе по поводу «волоса в супе».